# Шател Шери
Шател Шери (фр. Chatel-Chéhéry) насеље је и општина у североисточној Француској у региону Шампањ-Арден, у департману Ардени која припада префектури Вузје.
По подацима из 2011. године у општини је живело 158 становника, а густина насељености је износила 9,83 становника/km². Општина се простире на површини од 16,08 km². Налази се на средњој надморској висини од 246 метара.

## Демографија
| 1962. | 1968. | 1975. | 1982. | 1990. | 1999. | 2011. |
| ----- | ----- | ----- | ----- | ----- | ----- | ----- |
| 249   | 279   | 229   | 183   | 193   | 140   | 158   |

График промене броја становника у току последњих година